# Favites micropentagonus
Espèce
Favites micropentagonus est une espèce de coraux appartenant à la famille des Merulinidae.